# مریم ابراهیمی
مریم ابراهیمی (زاده ۲۸ مه ۱۹۷۶) روزنامه‌نگار، مستندساز، تهیه‌کننده و کارگردان ایرانی سوئدی است.

## زندگی‌نامه
ابراهیمی در ۷ خرداد ۱۳۵۵ در تهران به دنیا آمد. او یک روزنامه‌نگار و تهیه‌کننده تلویزیون مقیم سوئد است. وی گزارش‌های متعددی در سراسر جهان، به ویژه در خاورمیانه ارائه کرده است. او به دلیل پخش مستندهایش از شبکه‌های تلویزیونی بین‌المللی شناخته می‌شود.
مستند بدون برقع پشت میله‌ها که در افغانستان فیلمبرداری شد، برنده جایزه بین‌المللی امی در سال ۲۰۱۴ شد. در سال ۲۰۱۸ او در جشنواره بین‌المللی برنامه‌های سمعی و بصری در بیاریتز برای مستند قوی تر از گلوله جایزه طلا را دریافت کرد.

## فیلم‌شناسی
- قوی تر از گلوله (۲۰۱۷)
- خواهران زندان (۲۰۱۶)
- محکوم به مرگ (۲۰۱۳)
- بدون برقع پشت میله‌ها (۲۰۱۲)[۴]
- من ارزش ۵۰ گوسفند را داشتم (۲۰۱۱)